# Kristinia DeBarge
Kristinia DeBarge est une chanteuse américaine de R&B, née le 8 mars 1990. Son père, James DeBarge, était un des 5 frères et sœurs membres du groupe funk "DeBarge". Elle se fait connaître en 2009 avec son tube Goodbye, qui se classe 15e du Billboard Hot 100.

## Enfance
Son père est  d'origine afro-américaine et française et sa mère est  mexicaine. Kristinia a grandi à Pasadena, en Californie, et a fait sa scolarité à la "South Pasadena High School".
Kristinia DeBarge a commencé à chanter à l'âge de 3 ans, mais n'a commencé à prendre cela au sérieux qu'à partir de l'âge de 12 ans. En effet, son père l'a alors emmené une nuit dans son studio d'enregistrement où ils ont enregistré un duo ensemble, travaillant toute la nuit jusqu'à 4 heures du matin.
Mais Kristinia voulait continuer, et désirait enregistrer une autre chanson. C'est ce qui fit réaliser à son père qu'elle voulait vraiment devenir une professionnelle.
À l'âge de 13 ans, Kristinia DeBarge participe à l'émission de télévision "American Idol" pour les enfants : "American Juniors". Elle parvient jusqu'au stade de la demi-finale (20 concurrents restants). Elle y chante "Reflection", tiré du film Disney Mulan. Cependant, elle n'est pas sélectionnée.
À 14 ans, Kristinia DeBarge est présentée à Kenneth Edmonds. Elle travaille avec lui durant 5 années, et, la veille de son 19e anniversaire, elle signe avec une nouvelle maison de disques fondée par Edmonds et dérivée de Island Def Jam Music Group, appelée "Sodapop Music".

## Carrière musicale
Kristinia DeBarge a percé dans le milieu musical grâce à sa chanson Goodbye, au printemps 2009, qui reprend le thème d'une chanson de 1969 : "Na Na Hey Hey Kiss Him Goodbye". Le single a été disponible au téléchargement sur iTunes aux États-Unis à partir du 7 avril 2009. Du côté des ventes physiques, "Goodbye" atteint sa meilleure position au Billboard Hot 100, 15e, après 6 semaines passées dans les charts américains.
Kristinia a également assuré la première partie des concerts de Britney Spears en Amérique du Nord, lors de sa tournée mondiale "The Circus Starring: Britney Spears".

## Discographie

### Album
- Exposed (2009)